# クトゥス
クトゥス（Kutus）はケニアの町である。キリニャガ (カウンティ)の首府である。

## 交通

### 道路
- 国道C73号線
- 国道C74号線

## 教育
- キリーニャガ大学（Kirinyaga University）